# La Tsanteleina
La Tsanteleina ou la Tsanteleinaz (homophones) est un sommet des Alpes culminant à 3 601 ou 3 602 mètres d'altitude à la limite entre la région autonome italienne de la Vallée d'Aoste et le département français de la Savoie, dans le massif des Alpes grées.

## Toponymie
Suivant la phonétique de la langue francoprovençale, le toponyme « Tsanteleinaz » se prononce sans le « z » final, comme pour de nombreux toponymes et noms de famille de la valdôtains, savoyards et valaisans. Cette particularité est liée à un petit paraphe que les rédacteurs des registres des États de Savoie ajoutaient à la fin des mots (qu'ils soient des toponymes ou des noms de famille) à prononcer comme des paroxytons, ceux-ci étant très fréquents dans le patois francoprovençal local. Par la suite, ce petit signe a été assimilé à un z.

## Localisation
Elle se trouve sur la ligne de crête séparant le val de Rhêmes de la vallée de la Tarentaise.

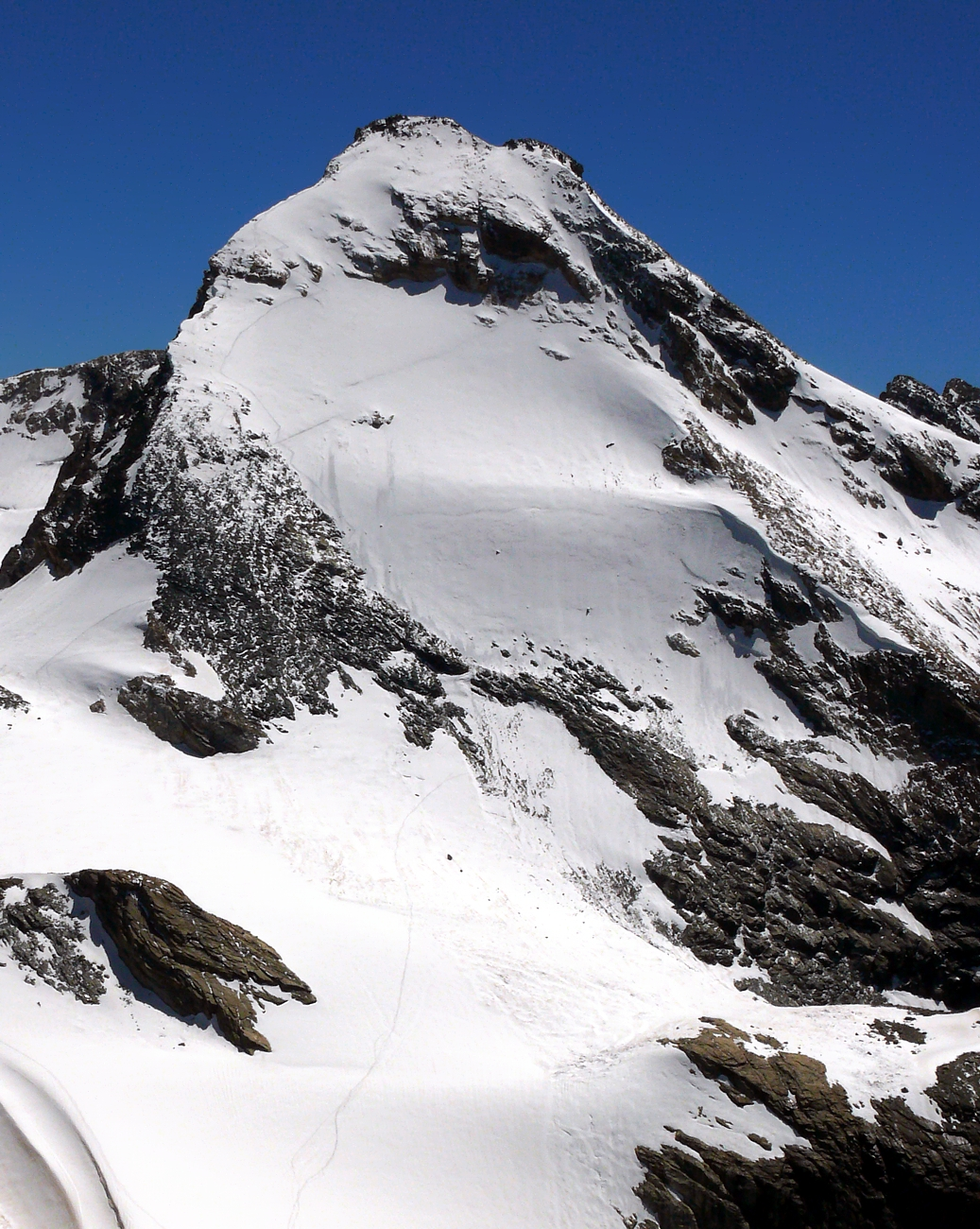
Vue du versant nord de la Tsanteleina.

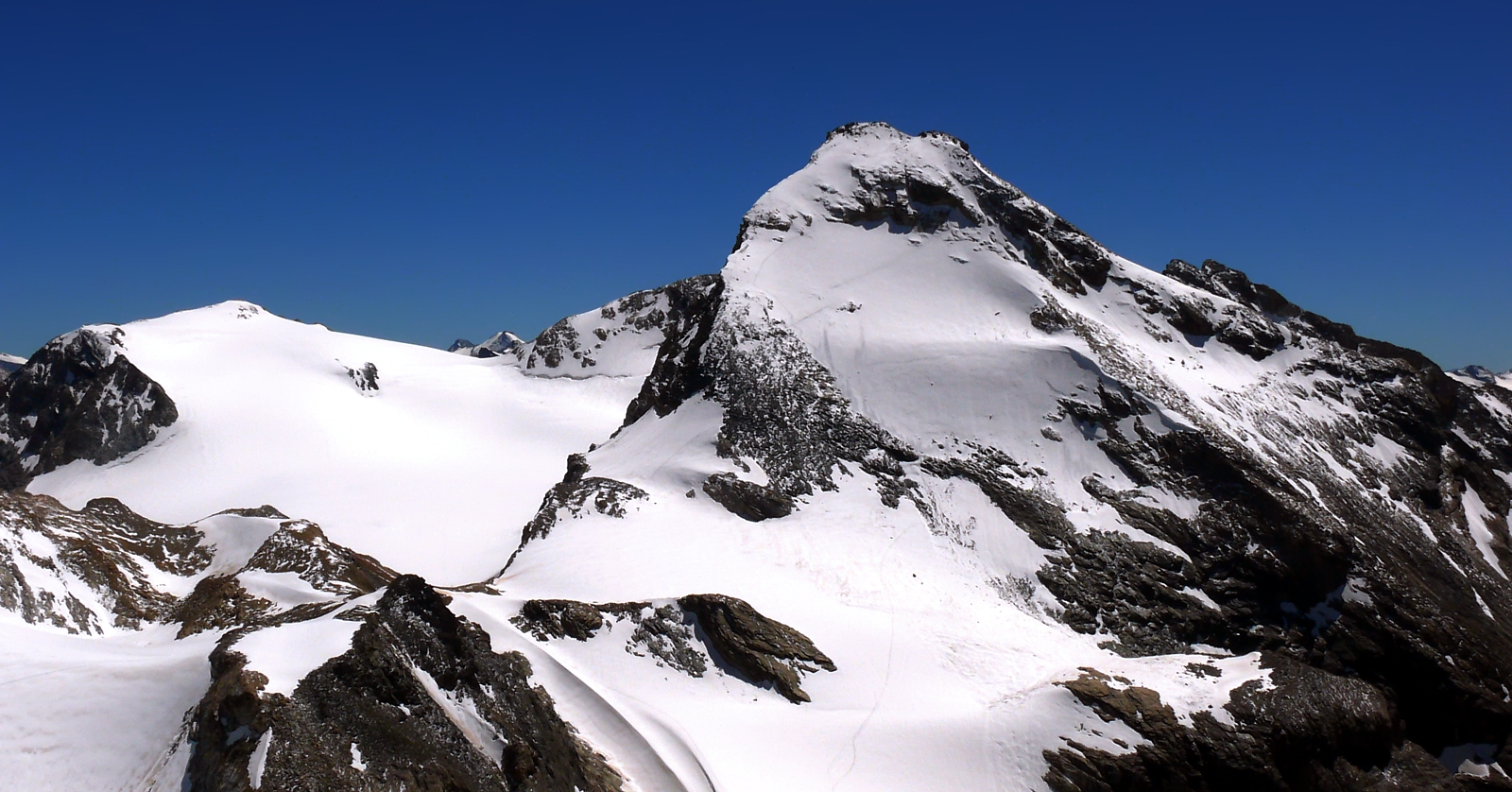
La Tsanteleina vue du pic de la Traversière.